# Rivière à la Pipe
Rivière à la Pipe är ett vattendrag i Kanada.   Det ligger i provinsen Québec, i den östra delen av landet, 500 km nordost om huvudstaden Ottawa.
Omgivningarna runt Rivière à la Pipe är en mosaik av jordbruksmark och naturlig växtlighet. Runt Rivière à la Pipe är det ganska tätbefolkat, med 52 invånare per kvadratkilometer.